# Ed Shearmur
Edward Shearmur, né le 28 février 1966 à Londres, Angleterre, est un compositeur de musique de films britannique. il est aussi organiste et arrangeur.

## Biographie
À 7 ans, il chante dans la chorale de garçons de la cathédrale de Westminster. Formé à l’Eton College, il étudie au Royal College of Music et obtient une bourse au Pembroke College à l’University of Cambridge. Il travaille comme assistant d'orchestration et de direction de Michael Kamen sur des films tels que Permis de tuer, Die Hard, L'Arme fatale et le célèbre Don Juan DeMarco avant de signer son premier long métrage The Cement Garden qui remporte le prix du réalisateur au Festival du film de Berlin. Son premier long métrage majeur est Les Ailes de la colombe (1997). Depuis, il a composé pour un large éventail de films populaires, y compris Drôle de dames, Cruel Intentions, Species II et K-PAX.
En plus de son travail cinématographique, Shearmur a collaboré en tant que claviériste et arrangeur avec un certain nombre d'éminents musiciens de rock, dont Eric Clapton, Annie Lennox, Pink Floyd, Marianne Faithfull, Bryan Adams, Echo & the Bunnymen, Jimmy Page et Robert Plant. Il a ainsi collaboré sur l'album No Quarter: Jimmy Page and Robert Plant Unledded avec les deux icônes de Led Zeppelin, il s’occupe des arrangements orchestraux pour les ensembles égyptien et britannique, en plus de jouer l'orgue Hammond. Puis, en 1998, il retourne en studio avec Page et Plant pour leur album Walking into Clarksdale, sur lequel il s'occupe des string pads ainsi que de la programmation sur une chanson.

## Filmographie

### Cinéma

#### Années 1990
- 1993 : Cement Garden d'Andrew Birkin
- 1995 : Le Cavalier du Diable (Tales From The Crypt Presents : Demon Knight) d'Ernest R. Dickerson & Gilbert Adler (en)
- 1996 : The Leading Man de John Duigan
- 1997 : Remember Me ? de Nick Hurran
- 1997 : Les Ailes de la colombe (The Wings of the Dove) d'Iain Softley
- 1998 : Girls' Night de Nick Hurran
- 1998 : La Mutante 2 (Species 2) de Peter Medak
- 1998 : Martha, Frank, Daniel et Lawrence (Martha, Meet Frank, Daniel and Laurence) de Nick Hamm
- 1998 : The Governess de Sandra Goldbacher
- 1999 : Sexe Intentions (Cruel Intentions) de Roger Kumble
- 1999 : Jakob le menteur (Jakob the Liar) de Peter Kassovitz
- 1999 : Flic de haut vol (Blue Streak) de Les Mayfield

#### Années 2000
- 2000 : Ce que je sais d'elle... d'un simple regard (Things You Can Tell Just by Looking at Her) de Rodrigo Garcia
- 2000 : Dangereuse Séduction (Whatever It Takes) de David Raynr
- 2000 : Charlie et ses drôles de dames (Charlie's Angels) de McG
- 2000 : Miss Détective (Miss Congeniality) de Donald Petrie
- 2001 : K-PAX : L'Homme qui vient de loin (K-Pax) d'Iain Softley
- 2002 : La Vengeance de Monte Cristo (The Count of Monte Cristo) de Kevin Reynolds
- 2002 : Allumeuses ! (The Sweetest Thing) de Roger Kumble
- 2002 : Le Règne du feu (Reign of Fire) de Rob Bowman
- 2003 : Johnny English de Peter Howitt
- 2003 : Charlie's Angels : Les Anges se déchaînent ! (Charlie's Angels : Full Throttle) de McG
- 2004 : Rendez-vous avec une star (Win a Date with Tad Hamilton!) de Robert Luketic
- 2004 : Une affaire de cœur (The Laws of Attraction) de Peter Howitt
- 2004 : La Plus Belle Victoire (Wimbledon) de Richard Loncraine
- 2004 : Capitaine Sky et le Monde de demain (Sky Captain and the World of Tomorrow) de Kerry Conran
- 2005 : Nine Lives de Rodrigo García
- 2005 : Bad News Bears de Richard Linklater
- 2005 : La Porte des secrets (The Skeleton Key) d'Iain Softley
- 2005 : Dérapage (Derailed) de Mikael Håfström
- 2006 : Son ex et moi (Fast Track) de Jesse Peretz
- 2006 : Factory Girl de George Hickenlooper
- 2007 : Dedication de Justin Theroux
- 2007 : Big Movie (Epic Movie) de Jason Friedberg et Aaron Seltzer
- 2007 : 88 Minutes de Jon Avnet
- 2007 : Meet Bill (Bill) de Bernie Goldmann et Melisa Wallack
- 2008 : Killing Gentleman (The Merry Gentleman) de Michael Keaton
- 2008 : Papa, la Fac et moi (College Road Trip) de Roger Kumble
- 2008 : La Loi et l'Ordre (Righteous Kill) de Jon Avnet
- 2009 : Les Passagers (Passengers) de Rodrigo García
- 2009 : Meilleures Ennemies (Bride Wars) de Gary Winick
- 2009 : The Winning Season de James C. Strouse
- 2009 : Mother and Child de Rodrigo García

#### Années 2010
- 2010 : La forêt contre-attaque (Furry Vengeance) de Roger Kumble
- 2011 : Le journal d'un dégonflé: Rodrick fait sa loi (Diary of a Wimpy Kid: Rodrick Rules) de David Bowers
- 2011 : Jumping the Broom de Jay Chandrasekhar
- 2011 : Identité secrète (Abduction) de John Singleton
- 2012 : The Babymakers de Salim Akil
- 2012 : Le Journal d'un dégonflé : Ça fait suer ! (Diary of a Wimpy Kid: Dog Days) de David Bowers
- 2013 : Devious Maids de Marc Cherry
- 2014 : Broadway Therapy de Peter Bogdanovich
- 2014 : Avant d'aller dormir (Before I Go to Sleep) de Rowan Joffé
- 2015 : Curve de Iain Softley
- 2016 : Elvis and Nixon de Liza Johnson

#### Années 2020
- 2020 : Four Good Days de Rodrigo García

### Télévision

#### Séries télévisées
- 2005-2007 : Les Maîtres de l'horreur
- 2008 : The Starter Wife  (mini-série) (6 épisodes)
- 2013-2016 : Devious Maids (15 épisodes)
- 2014 : The Rebels (1 épisode)
- 2015 : The Outcast (en) (2 épisodes)

#### Téléfilms
- 1995 : Dirty Old Town de Paul Unwin
- 1997 : Quasimodo Notre-Dame de Paris (The Hunchback) de Peter Medak
- 1997 : The Heart Surgeon de Nick Hurran
- 1998 : Shot Through the Heart de David Attwood
- 2008 : Sexe et mensonges à Las Vegas (Sex and Lies in Sin City) de Peter Medak
- 2011 : Have a Little Faith de Jon Avnet
- 2016 : Reg de David Blair

## Discographie
- 1994 : No Quarter: Jimmy Page and Robert Plant Unledded de Page and Plant - Ed : orgue Hammond, arrangements
- 1998 : Walking into Clarksdale de Page and Plant - Ed : string pads, programmation sur Most High

## Distinctions
Source : Internet Movie Database

### Récompenses
- Emmy Awards 2006 : meilleur thème musical d'une série télévisée pour Les Maîtres de l'horreur
- Csapnivalo Awards 2001 : meilleure musique pour Sexe Intentions
- BMI Film and TV Awards 2001 : Charlie et ses drôles de dames et Miss Détective

### Nominations
- Saturn Awards 2005 : meilleure musique pour Capitaine Sky et le Monde de demain